# Двуличный братик Урамити
«Двуличный братик Урамити» (яп. うらみちお兄さん Урамити онии-сан, букв. «Старший брат Урамити») — комедийная манга Гаку Кудзэ, выходящая в цифровом журнале Comic POOL издательства Ichijinsha с мая 2017 года. На её основе студией Studio Blanc был снят аниме-сериал, чей показ начался 6 июля 2021 года и закончился 28 сентября 2021 года.

## Сюжет
«Вместе с матушкой» — популярное утреннее шоу для детей, проводимое пятью взрослыми ведущими. Каждый из них имеет свои проблемы, в основном являющиеся отражением их циничного взгляда миллениалов, разочаровавшихся в работе в выбранном им направлении в жизни. Но на экране они должны выглядеть бодрыми и полными энергии, хотя порой маски съезжают, и тогда Урамити может поделиться с детьми своим взглядом на взрослую жизнь, что их ждёт в будущем.

## Персонажи
Урамити Омота (яп. 表田 裏道 Омота Урамити) / братик Урамити — один из ведущих передачи «Вместе с матушкой», отвечающий за секцию с зарядкой и спортивные игры. Урамити 31 год, он закончил факультет физкультуры и ранее был профессиональным гимнастом.
Сэйю: Хироси Камия
Тобикити Усахара (яп. 兎原 跳吉 Усахара Тобикити) / «Зайчуля» — один из ведущих программы, носящий костюм зайца. Как и Урамити, в своё время закончил факультет физкультуры.
Сэйю: Томокадзу Сугита
Мицуо Куматани (яп. 熊谷 みつ夫 Куматани Мицуо) / «Мишуля» — один из ведущих программы, носящий костюм медведя. Как Урамити и Тобикити, также выпускник факультета физкультуры.
Сэйю: Юити Накамура
Икэтэру Дага (яп. 蛇賀 池照 Дага Икэтэру) / братик Икэтэру — один из ведущих, вместе с Утано отвечающий за музыкальную секцию программы. Самый молодой из них. Его мысли, как и мысли его собаки и сестры, изображаются в виде оживших онигири.
Сэйю: Мамору Мияно
Утано Тадано (яп. 多田野 詩乃 Тадано Утано) / сестрёнка Утано — единственная женщина среди ведущих программы, вместе с Икэтэру отвечает за её музыкальную часть. Крайне переживает из-за отношений со своим бойфрендом, с которым она встречается уже не один год.
Сэйю: Нана Мидзуки

## Медиа

### Манга
«Двуличный братик Урамити» создана Гаку Кудзэ. Главы манги публикуются в онлайн-журнале Comic POOL издательства Ichijinsha с 12 мая 2017 года. На июнь 2025 года они были изданы в виде одиннадцати томов.
В Северной Америке манга лицензирована Kodansha USA, в России — «Истари комикс».

### Аниме
Аниме-адаптация истории была анонсирована в рекламе четвертого тома манги 25 октября 2019 года. Сериал создавался студией Studio Blanc, его режиссёром стал Нобуёси Нагаяма, сценаристом — Токо Матида, дизайнерами персонажей — Мидзуки Такахаси и Юсукэ Сибата, а композитором — Кэй Ханэока. Изначально его премьера планировалась на 2020 год, но «из-за производственных проблем» была перенесена на 2021-й. Трансляция первой серии в итоге прошла 6 июля 2021 года на канале TV Tokyo и других. Мамору Мияно и Нана Мидзуки исполнили начальную тему «ABC Taisō» от имени своих персонажей, Мияно также исполнил и завершающую «Dream on». На русском языке сериал транслировал сервис Wakanim под названием «Двуличный братик Урамити».

## Критика
Манга попала в топ-20 произведений для женской аудитории руководства Kono Manga ga Sugoi! в 2018 году. Она также заняла первое место в голосовании пользователей в категории «Инди» в 2017 году и второе в общей категории для цифровой манги в 2018 году в голосовании пользователей, проводимом pixiv и Nippon Shuppan Hanbai, Inc.. Для победителей последнего было организовано множество рекламных акций, включая даже специальное меню в кафе. В 2017 году она также возглавила топ цифровой манги журнала Da Vinci и получила награду Next Manga Award от Niconico.
Ребекка Сильверман отмечала: «Основу произведения составляет его юмор, построенный на противопоставлении образов ведущих и их цинизма. Манга становится сильней в более поздних томах, когда герои чаще начинают взаимодействовать с детьми, чьи образы сочетают бездумную детскую жестокость и моменты серьезной сосредоточенности. Произведение отлично работает из-за сочетания абсурда и реализма».
Превью аниме на основе его первой серии получило противоречивые отзывы критиков, которые отметили, что общее впечатление будет зависеть от того, насколько смешной каждый из зрителей найдет его основную шутку — циничного и двуличного Урамити. Аниме в этом схоже с «Прощайте, горе-учитель»: находит юмор в повседневной трагедии и сочетает комедию и драму. В то же время многие критики указали, что часть шуток недостаточно сильно обыграна, чтобы рассмешить, и во многих эпизодах их кульминация оказывается потеряна.